# Dra dit pepparn växer

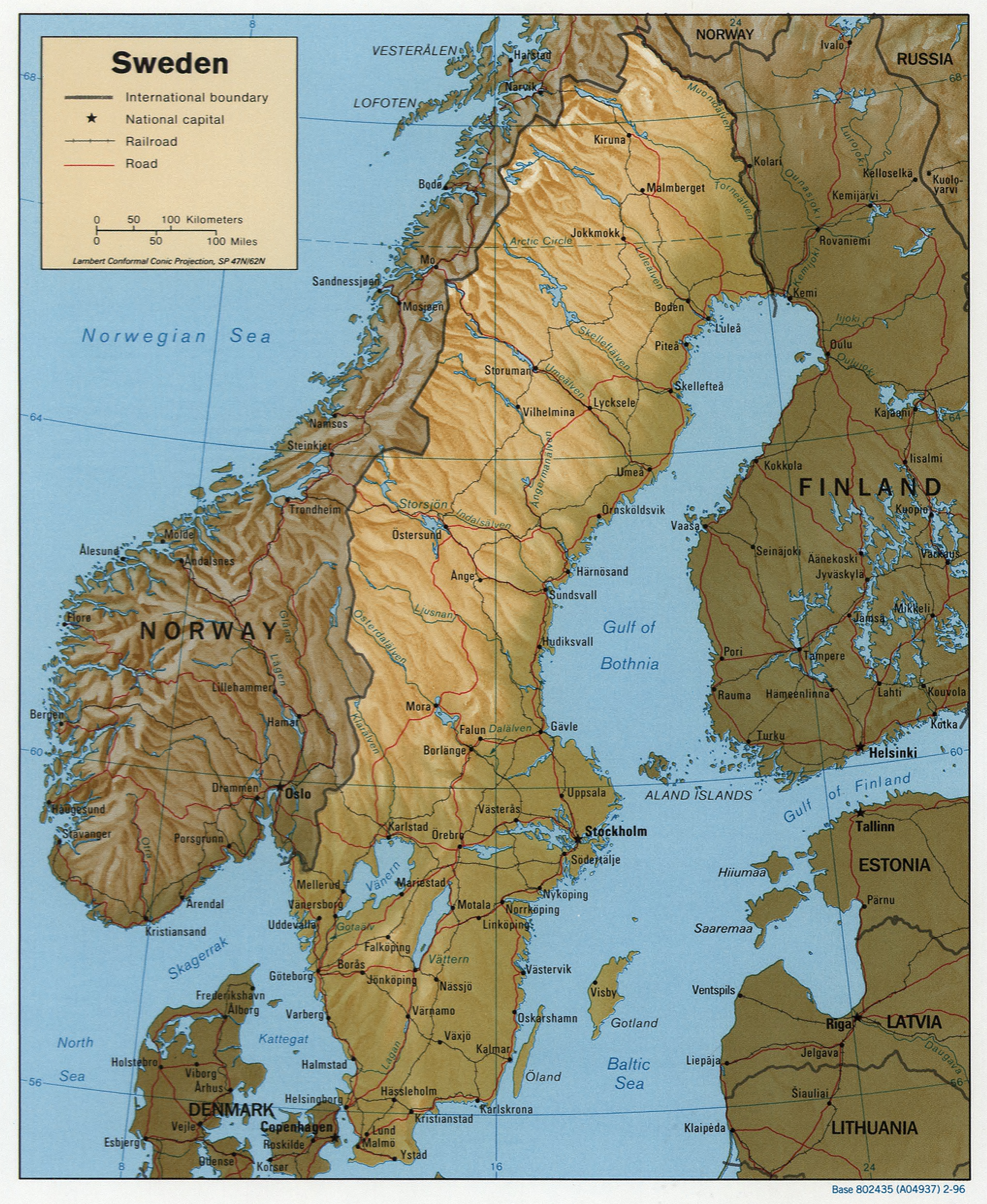
Jag personen beskyller du-personen för romanser med olika personer runtom i Sverige.

Dra dit pepparn växer är en sång skriven av Ulf Nordquist, och ursprungligen inspelad av det svenska dansbandet Sten & Stanley på albumet Musik, dans & party 1985. Sångens jag person beskyller du-personen för att resa runt i Sverige och vara otrogen, platserna denna beskylls ha en partner på är Landskrona, Karlskrona, Växjö, Lund och Östersund. Den spelade också in på engelska och släpptes på singel samma år, som "Don't Play a Sad Song after Midnight" ("Spela inte en sorglig låt efter midnatt"), och vann då "Castlebar Song Contest" det året.
Melodin testades på Svensktoppen, där den låg i 10 veckor under perioden 27 oktober- 29 december 1985, med två andraplatser de två första veckorna som högst placering där. När programmet återkom 1986 var låten utslagen från listan.
Det Sverige-geografiska otrohetstemat återkom 1992 till den svenska dansbandsgenren med Grönwalls hitlåt Du ringde från Flen.

## Coverversioner
- Leif Hultgren - 1985 på albumet Costa Ricas ros.[5]
- Stig-Roland Holmbom - 1986 på albumet Främmande länder.[6].
- Black Ingvars - 1995 på albumet Earcandy Six.[7]
- Det norska countrybandet "Nystogs". "Du kan dra dit pepper'n gror"

I Dansbandskampen 2009 framfördes låten av Casanovas. Den togs också med på det officiella samlingsalbumet.

### Fotnoter
1. ↑  Information i Svensk mediedatabas.
2. ↑  ”Svensk mediedatabas”. http://smdb.kb.se/catalog/id/001883781. Läst 13 juli 2011.
3. ↑  Svensktoppen - 1985
4. ↑  Svensktoppen - 1986
5. ↑  Information i Svensk mediedatabas.
6. ↑  Information i Svensk mediedatabas.
7. ↑  Information Arkiverad 11 november 2013 hämtat från the Wayback Machine. i Svensk mediedatabas.
8. ↑  ”Svensk mediedatabas”. http://smdb.kb.se/catalog/id/002576210. Läst 13 juli 2011.